# Maitreyi (personaj)
Maitreyi este personajul principal din romanul cu același nume scris de Mircea Eliade.
În roman, Maitreyi este o tânără bengaleză de 16-17 ani, fiica lui Narendra Sen, un inginer din Calcutta. Ea realizează în literatura românească un personaj comparabil eroinelor tragice universale. Maitreyi este un simbol al iubirii adevărate, pure, totale. Ca dovadă, în copilăria sa ea își dedica întreaga sa iubire unui copac, numit „șapte frunze”. După un timp ea se dedică sufletește „guruului său”, Tagore sau Robi Thakkur. Ea ar fi vrut să fie mai în vârstă pentru a fi mai aproape de ființa poetului, probabil ca să îi înțeleagă mai bine sentimentele și modul lui de gândire.
Aici avem un mic dialog între Maitreyi și Allan unde îi spune că vrea să fie mai în vârstă:
"Aș vrea să fiu bătrână, ..... Bătrână ca Robi Thakkur."
"Cine e Robi Thakkur?..."
"Tagore. Aș vrea să fiu bătrână că el. Când ești bătrân, iubești mai mult și suferi mai puțin...."
La numai 16 ani este o tânără inteligentă și cultivată, având preocupări mature. Ea nu doar că studiază filozofia, dar și ține conferințe profund apreciate de un auditoriu select. Totodată, Maitreyi este preocupată de lucruri copilărești, trăiește în lumea fascinantă a miturilor, și este interesată de învățarea limbii franceze, unde îl confirmă pe Allan să o învețe în schimbul unor lecții de bengaleză. Este curioasă de viața europenilor și își dorește să fie și ea albă ca ceilalți europeni. 
Portretul său este realizat dintr-o perspectivă subiectivă, de către personajul-narator Allan, un inginer englez de 24 de ani, venit sa lucreze în India. Pe el Maitreyi nu-l atrage inițial, găsind-o chiar urâtă „cu ochii ei prea mari și prea negrii, cu buzele cărnoase și răsfrânte, cu sânii puternici de fecioară bengaleză crescută prea plin, ca un fruct trecut în copt”. Devine apoi curios pentru ca „nu izbutea să înțelegă ce taine ascunde făptura aceasta”. Astfel, ea este pentru el tot mai fermecătoare, dar uneori și antipatică deoarece elita Calcuttei o consideră chiar genială. Portretul fizic al Maitreyiei sugerează căldură sufletească și fascinație. Gesturile ei tandre, preocupările intelectuale, puterea de a iubi profund, dincolo de probleme sociale sunt trăsături care îi arată portretul excepțional.
Și în acest roman se dovedește că singura modalitate la starea de perfecțiune este iubirea. Împlinirea eroinei se va realiza alături de Allan. Întâlnirea dintre cei doi protagoniști devine și o întâlnire între două culturi. Iubirea între ei se conturează treptat, iar participarea celor doi este egală, de aceea ei ajung la iubirea ideală. Deși este dornică de a-și revărsa iubirea asupra cuiva, când Allan îi declara iubire, Maitreyi răspundea că el nu reprezintă pentru ea decât „un scump prieten”. Din această întamplare reiese confuzia între prietenie și iubire. Iubirea sporește în intensitate, astfel că tinerii se logodesc, având ca martori cerul și pământul. Jurământul eroinei este semnul că această iubire a depășit firescul, atingând perfecțiunea în dragoste: „Mă leg de tine, pământule, că eu voi fi a lui Allan și a nimănui altuia. Voi crește din el ca iarba din tine. Și cum astepți tu ploaia, asa îi voi aștepta eu venirea, și cum îți sunt ție razele, așa va fi trupul lui mie”. Maitreyi devine simbolul iubirii adevărate. Despărțită și izolată în mod brutal de Allan de către Narendra Sen, Maitreyi ajunge la gesturi disperate, din dorința de a fi din nou alături de omul iubit. Cauza despărțirii era faptul că familia lui Maitreyi nu a putut să înțeleagă intensitatea iubirii dintre cei doi. Astfel Maitreyi devine o victimă a familiei sale, respectiv a tatălui său. Prin această despărțire, Narendra Sen distruge nu numai o iubire, ci și un suflet pur, care pierde speranța de a mai iubi vreodată.
Prin sensibilitate și naturalețe, Maitreyi reprezintă eternul feminin, care iubește cu adevărat, aceasta fiind un personaj reprezentativ al unui roman modern cu o amploare realistica.
"Maitreyi este un miracol împlinit... Fiecărui timp, probabil, îi trebuie o carte frumoasă de iubire. Daphnis și Cloe, Paul et Virginie (este un roman de Jacques-Henri Bernardin de Saint-Pierre, publicat pentru prima dată în 1788. Personajele din titlul romanului sunt prieteni încă de la naștere care se îndrăgostesc. Povestea este plasată pe insula Mauritius sub stăpânire franceză, numită atunci Île de France.)Maitreyi este această carte de iubire. Destinul l-a solicitat pe Mircea Eliade să o scrie și să ne-o dea."
Mihail Sebastian (1993)